# 조선민주주의인민공화국의 인구순 도시 목록
이 문서는 조선민주주의인민공화국의 도시를 2008년 인구일제조사에 따른 인구 순으로 나열한 것이다.

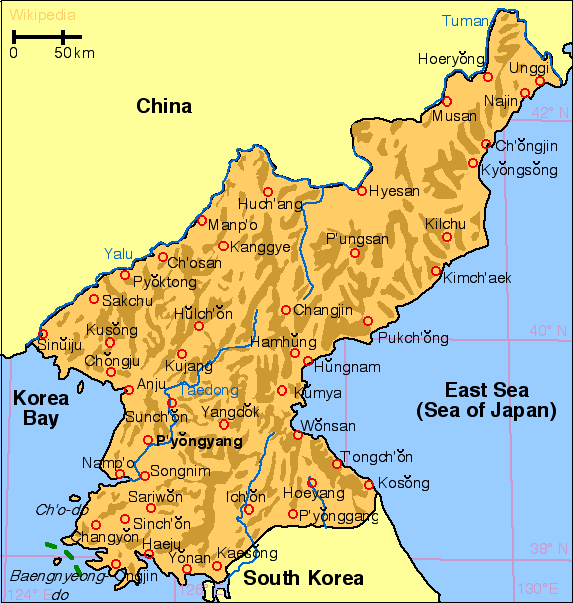
조선민주주의인민공화국 지도

## 목록
| 순위 | 도시 이름  | 인구 (명) | 광역시·도         |
| ---- | ---------- | --------- | ----------------- |
| 1    | 평양직할시 | 299만9466 | 직할시            |
| 2    | 남포특별시 | 98만3660  | 특별시            |
| 3    | 함흥시     | 76만8551  | 함경남도청 소재지 |
| 4    | 청진시     | 66만7929  | 함경북도청 소재지 |
| 5    | 원산시     | 36만3127  | 강원도청 소재지   |
| 6    | 신의주시   | 35만9341  | 평안북도청 소재지 |
| 7    | 단천시     | 34만5875  | 함경남도          |
| 8    | 개천시     | 31만9554  | 평안남도          |
| 9    | 개성특별시 | 30만8440  | 특별시            |
| 10   | 사리원시   | 30만7764  | 황해북도청 소재지 |
| 11   | 순천시     | 29만7317  | 평안남도          |
| 12   | 평성시     | 28만4386  | 평안남도청 소재지 |
| 13   | 해주시     | 27만3300  | 황해남도청 소재지 |
| 14   | 강계시     | 25만1971  | 자강도청 소재지   |
| 15   | 안주시     | 24만0117  | 평안남도          |
| 16   | 덕천시     | 23만7133  | 평안남도          |
| 17   | 김책시     | 20만7299  | 함경북도          |
| 18   | 라선특별시 | 19만6954  | 특별시            |
| 19   | 구성시     | 19만6515  | 평안북도          |
| 20   | 혜산시     | 19만2680  | 량강도청 소재지   |
| 21   | 정주시     | 18만9742  | 평안북도          |
| 22   | 희천시     | 16만8180  | 자강도            |
| 23   | 회령시     | 15만3532  | 함경북도          |
| 24   | 신포시     | 15만2759  | 함경남도          |
| 25   | 송림시     | 12만8831  | 황해북도          |
| 26   | 문천시     | 12만2934  | 강원도            |
| 27   | 만포시     | 11만6760  | 자강도            |
| 28   | 삼지연시   | 3만1471   | 량강도            |

## 같이 보기
- 조선민주주의인민공화국의 행정 구역
- 대한민국의 설치순 도시 목록
- 조선민주주의인민공화국의 지리